# Wereldkampioenschappen kunstschaatsen 1980
De Wereldkampioenschappen kunstschaatsen is een evenement dat georganiseerd wordt door de Internationale Schaatsunie.
Het WK toernooi van 1980 vond plaats in Dortmund. Het was de tweede keer dat de Wereldkampioenschappen Kunstschaatsen hier plaatsvonden, de eerste keer was in 1964 .
Voor de mannen was het de 70e editie, voor de vrouwen de 60e editie, voor de paren de 58e editie, en voor de ijsdansers de 28e editie.

## Historie
De Duitse en Oostenrijkse schaatsbond, verenigd in de "Deutscher und Österreichischer Eislaufverband", organiseerden zowel het eerste EK Schaatsen voor mannen als het eerste EK Kunstrijden voor mannen in 1891 in Hamburg, Duitsland, nog voor het ISU in 1892 werd opgericht. De internationale schaatsbond nam in 1892 de organisatie van het EK Kunstrijden over. In 1895 werd besloten voortaan de Wereldkampioenschappen kunstschaatsen te organiseren en kwam het EK te vervallen. In 1896 vond de eerste editie voor de mannen plaats. Vanaf 1898 vond toch weer een herstart plaats van het EK Kunstrijden.
In 1906, tien jaar na het eerste WK voor de mannen, werd het eerste WK voor de vrouwen georganiseerd en twee jaar later, in 1908, vond het eerste WK voor de paren plaats. In 1952 werd de vierde discipline, het WK voor de ijsdansers, eraan toegevoegd.
Er werden geen kampioenschappen gehouden tijdens en direct na de Eerste Wereldoorlog (1915-1921) en tijdens en direct na de Tweede Wereldoorlog (1940-1946) en in 1961 vanwege de Sabena vlucht 548 vliegtuigramp op 15 februari op Zaventem waarbij alle passagiers, waaronder de voltallige Amerikaanse delegatie voor het WK kunstrijden op weg naar Praag, om het leven kwamen.

## Deelname
Er namen deelnemers uit 23 landen deel aan deze kampioenschappen. Zij vulden 87 startplaatsen in. Voor het eerst namen er vertegenwoordigers uit China deel aan het WK Kunstschaatsen. Zhili Wang kwam uit bij de mannen, Zhiying Liu bij de vrouwen en Bo Luan / Bin Yao bij de paren.
België werd voor het eerst nadat Christine van der Putte in 1964 bij de vrouwen deelnam weer vertegenwoordigd op het WK Kunstschaatsen. Eric Krol was de vierde Belg die in het mannentoernooi deelnam na Robert Van Zeebroeck (1926, 1938), Freddy Mesot (1936, 1937) en Fernand Leemans (1948).
Voor Nederland kwam Rudina Pasveer voor de eerste keer bij de vrouwen uit. Zij was de achtste Nederlandse die in het vrouwentoernooi uitkwam.
(Tussen haakjes het totaal aantal startplaatsen over de disciplines.)
| Verenigde Staten (10) Duitse Democratische Republiek (9) Sovjet-Unie (9) Japan (7) West-Duitsland (6) Canada (5) | Tsjecho-Slowakije (5) Verenigd Koninkrijk (5) Australië (3) China (3) Frankrijk (3) Italië (3) | Oostenrijk (3) Zwitserland (3) Finland (2) Hongarije (2) Joegoslavië (2) Zweden (2) | België (1) Denemarken (1) Nederland (1) Polen (1) Zuid-Korea (1) |

## Medailleverdeling
Bij de mannen veroverde Jan Hoffmann dit jaar zijn zevende WK medaille en na 1974 zijn tweede wereldtitel. In 1977, 1978 werd hij tweede en in 1973, 1976, 1979 derde. Robin Cousins op de tweede plaats veroverde zijn derde WK medaille, in 1978 werd hij derde en in 1979 ook tweede. Charles Tickner, de wereldkampioen van 1978 veroverde dit jaar zijn tweede WK medaille, hij werd derde.
Bij de vrouwen veroverde Anett Pötzsch haar tweede wereldtitel, het was haar vierde medaille, in 1977 werd zij tweede, in 1978 wereldkampioene en in 1979 weer tweede. Dagmar Lurz op de tweede plaats veroverde haar tweede medaille, in 1977 werd ze derde. Linda Fratianne veroverde ook haar vierde medaille, in 1977 werd wereldkampioen, in 1978 tweede, 1979 weer wereldkampioen en dit jaar derde.
Bij het paarrijden veroverden Marina Cherkasova / Sergei Shakhrai de wereldtitel, het was hun tweede medaille, in 1979 werden ze tweede. De nummers twee van 1978, Manuela Mager / Uwe Bewersdorf, veroverden ook dit jaar de tweede plaats. Maria Pestova / Stanislav Leonovich op de derde plaats stonden voor de eerste keer op het erepodium.
Bij het ijsdansen stonden dezelfde drie paren als in 1978 en 1979 op het erepodium. Krisztina Regöczy / Andras Sallay veroverden hun derde medaille, in 1978 werden ze derde, in 1979 tweede en dit jaar wereldkampioen. Het paar op de tweede plaats, Natalja Linitsjoek / Gennadi Karponossov, veroverden hun vijfde medaille, in 1974 en 1977 werden zij derde, in 1978 en 1979 wereldkampioen. Het paar Irina Moiseeva / Andrei Minenkov veroverden hun zesde medaille, in 1975, 1977 werden ze wereldkampioen, in 1976, 1978 tweede en in 1979 en dit jaar derde. 
| Discipline | Goud ·                              | Zilver ·                                 | Brons ·                              |
| ---------- | ----------------------------------- | ---------------------------------------- | ------------------------------------ |
| Mannen     | Jan Hoffmann                        | Robin Cousins                            | Charles Tickner                      |
| Vrouwen    | Anett Pötzsch                       | Dagmar Lurz                              | Linda Fratianne                      |
| Paren      | Marina Cherkasova / Sergei Shakhrai | Manuela Mager / Uwe Bewersdorf           | Marina Pestova / Stanislav Leonovich |
| IJsdansen  | Krisztina Regöczy / Andras Sallay   | Natalja Linitsjoek / Gennadi Karponossov | Irina Moiseeva / Andrei Minenkov     |

## Uitslagen

### Mannen / Vrouwen
| Goud   | Jan Hoffmann             | Vlag van Duitse Democratische Republiek |  |
| Zilver | Robin Cousins            | Vlag van Verenigd Koninkrijk            |  |
| Brons  | Charles Tickner          | Vlag van Verenigde Staten               |  |
| 4      | David Santee             | Vlag van Verenigde Staten               |  |
| 5      | Scott Hamilton           | Vlag van Verenigde Staten               |  |
| 6      | Mitsuro Matsumura        | Vlag van Japan                          |  |
| 7      | Igor Bobrin              | Vlag van Sovjet-Unie                    |  |
| 8      | Fumio Igarashi           | Vlag van Japan                          |  |
| 9      | Brian Pockar             | Vlag van Canada                         |  |
| 10     | Hermann Schulz           | Vlag van Duitse Democratische Republiek |  |
| 11     | Rudi Cerne               | Vlag van Duitsland                      |  |
| 12     | Mario Liebers            | Vlag van Duitse Democratische Republiek |  |
| 13     | Jean-Christophe Simond   | Vlag van Frankrijk                      |  |
| 14     | Alexandr Fadeev          | Vlag van Sovjet-Unie                    |  |
| 15     | Grzegorz Filipowski      | Vlag van Polen                          |  |
| 16     | Jozef Sabovcik           | Vlag van Tsjechië                       |  |
| 17     | William Schober          | Vlag van Australië                      |  |
| 18     | Helmut Kristofics-Binder | Vlag van Oostenrijk                     |  |
| 19     | Thomas Oberg             | Vlag van Zweden                         |  |
| 20     | Eric Krol                | Vlag van België                         |  |
| 21     | Miljan Begovic           | Vlag van Joegoslavië (1943-1992)        |  |
| 22     | Zhili Wang               | Vlag van China                          |  |

| Goud   | Anett Pötzsch             | Vlag van Duitse Democratische Republiek |        |
| Zilver | Dagmar Lurz               | Vlag van Duitsland                      |        |
| Brons  | Linda Fratianne           | Vlag van Verenigde Staten               |        |
| 4      | Emi Watanabe              | Vlag van Japan                          |        |
| 5      | Claudia Kristofics-Binder | Vlag van Oostenrijk                     |        |
| 6      | Denise Biellmann          | Vlag van Zwitserland                    |        |
| 7      | Lisa-Marie Allen          | Vlag van Verenigde Staten               |        |
| 8      | Kristiina Wegelius        | Vlag van Finland                        |        |
| 9      | Deborah Cottrill          | Vlag van Verenigd Koninkrijk            |        |
| 10     | Katarina Witt             | Vlag van Duitse Democratische Republiek |        |
| 11     | Elaine Zayak              | Vlag van Verenigde Staten               |        |
| 12     | Sanda Dubravcic           | Vlag van Joegoslavië (1943-1992)        |        |
| 13     | Carola Weissenberg        | Vlag van Duitse Democratische Republiek |        |
| 14     | Tracey Wainman            | Vlag van Canada                         |        |
| 15     | Sonja Stanek              | Vlag van Oostenrijk                     |        |
| 16     | Renata Baierova           | Vlag van Tsjechië                       |        |
| 17     | Susan Broman              | Vlag van Finland                        |        |
| 18     | Anne-Sophie de Kristoffy  | Vlag van Frankrijk                      |        |
| 19     | Christina Riegel          | Vlag van Duitse Democratische Republiek |        |
| 20     | Yoko Yakushi              | Vlag van Japan                          |        |
| 21     | Reiko Kobayashi           | Vlag van Japan                          |        |
| 22     | Anita Siegfried           | Vlag van Zwitserland                    |        |
| 23     | Bodil Olsson              | Vlag van Zweden                         |        |
| 24     | Belinda Coulthard         | Vlag van Australië                      |        |
| 25     | Rudina Pasveer            | Vlag van Nederland                      |        |
| 26     | Barbara Toffolo           | Vlag van Italië                         |        |
| 27     | Hanne Gamborg             | Vlag van Denemarken                     |        |
| 28     | Shin Hae-sook             | Vlag van Zuid-Korea                     |        |
| 29     | Zhiying Liu               | Vlag van China                          |        |
| -      | Susanna Driano            | Vlag van Italië                         | t.z.t. |
| -      | Danielle Rieder           | Vlag van Zwitserland                    | t.z.t. |
| -      | Karin Riediger            | Vlag van Duitsland                      | t.z.t. |
| -      | Elena Vodorezova          | Vlag van Sovjet-Unie                    | t.z.t. |

### Paren / IJsdansen
| Goud   | Marina Cherkasova Sergei Shakhrai   | Vlag van Sovjet-Unie                    |  |
| Zilver | Manuela Mager Uwe Bewersdorf        | Vlag van Duitse Democratische Republiek |  |
| Brons  | Marina Pestova Stanislav Leonovich  | Vlag van Sovjet-Unie                    |  |
| 4      | Sabine Baess Tassilo Thierbach      | Vlag van Duitse Democratische Republiek |  |
| 5      | Christina Riegel Andreas Nischwitz  | Vlag van Duitsland                      |  |
| 6      | Veronika Pershina Marat Akbarov     | Vlag van Sovjet-Unie                    |  |
| 7      | Caitlin Carruthers Peter Carruthers | Vlag van Verenigde Staten               |  |
| 8      | Ingrid Spieglova Alan Spiegl        | Vlag van Tsjechië                       |  |
| 9      | Cornelia Haufe Kersten Bellmann     | Vlag van Duitse Democratische Republiek |  |
| 10     | Sheryl Franks Michael Botticelli    | Vlag van Verenigde Staten               |  |
| 11     | Barbara Underhill Paul Martini      | Vlag van Canada                         |  |
| 12     | Yukiko Okabe Takashi Mura           | Vlag van Japan                          |  |
| 13     | Susan Garland Robert Daw            | Vlag van Verenigd Koninkrijk            |  |
| 14     | Elizabeth Cain Peter Cain           | Vlag van Australië                      |  |
| 15     | Bo Luan Bin Yao                     | Vlag van China                          |  |

| Goud   | Krisztina Regöczy Andras Sallay        | Vlag van Hongarije           |  |
| Zilver | Natalja Linitsjoek Gennadi Karponossov | Vlag van Sovjet-Unie         |  |
| Brons  | Irina Moiseeva Andrei Minenkov         | Vlag van Sovjet-Unie         |  |
| 4      | Jayne Torvill Christopher Dean         | Vlag van Verenigd Koninkrijk |  |
| 5      | Lorna Wighton John Dowding             | Vlag van Canada              |  |
| 6      | Judy Blumberg Michael Seibert          | Vlag van Verenigde Staten    |  |
| 7      | Natalia Karamysheva Rostislav Sinitsin | Vlag van Sovjet-Unie         |  |
| 8      | Stacey Smith John Summers              | Vlag van Verenigde Staten    |  |
| 9      | Henriette Froschl Christian Steiner    | Vlag van Duitsland           |  |
| 10     | Karen Barber Nicholas Slater           | Vlag van Verenigd Koninkrijk |  |
| 11     | Jana Berankova Jan Bartak              | Vlag van Tsjechië            |  |
| 12     | Nathalie Herve Pierre Bechu            | Vlag van Frankrijk           |  |
| 13     | Marie McNeil Robert McCall             | Vlag van Canada              |  |
| 14     | Jindra Hola Karol Foltan               | Vlag van Tsjechië            |  |
| 15     | Noriko Sato Tadayuki Takahashi         | Vlag van Japan               |  |
| 16     | Gabriella Remport Sandor Nagy          | Vlag van Hongarije           |  |
| 17     | Paola Casalotti Sergio Ceserani        | Vlag van Italië              |  |